# Warwara Masiagina
Warwara Giennadjewna Masiagina (ros. Варвара Геннадьевна Масягина; ur. 25 sierpnia 1977) – kazachska judoczka. Olimpijka z Aten 2004, gdzie odpadła w eliminacjach w wadze półciężkiej.
Uczestniczka mistrzostwach świata w 1999 i 2003. Startowała w Pucharze Świata w latach 1998–2000, 2004 i 2007. Wicemistrzyni igrzysk azjatyckich w 1998. Srebrna medalistka mistrzostw Azji w 2003 i brązowa w 2004 roku.

## Letnie Igrzyska Olimpijskie 2004
| Konkurencja | Eliminacje           | Klas. końcowa |
| Konkurencja | Przeciwnik I         | Miejsce       |
| ----------- | -------------------- | ------------- |
| 78 kg       | Nicole Kubes (USA) P | I runda.      |